# متیوز (ویرجینیا)
متیوز (به انگلیسی: Mathews) یک منطقهٔ مسکونی در ایالات متحده آمریکا است که در شهرستان متیوس، ویرجینیا واقع شده‌است. متیوز ۵۵۵ نفر جمعیت دارد.